# کاترین اسکورسیزی
کاترین اسکورسیزی (انگلیسی: Catherine Scorsese؛ ۱۶ آوریل ۱۹۱۲ – ۶ ژانویهٔ ۱۹۹۷) یک هنرپیشه اهل ایالات متحده آمریکا بود.
از فیلم‌ها یا برنامه‌های تلویزیونی که وی در آن نقش داشته است می‌توان به رفقای خوب و کازینو اشاره کرد. وی مادر مارتین اسکورسیزی بود. 